# Ponta Grossa
Ponta Grossa és una ciutat de l'estat brasiler de Paraná. És la quarta ciutat del Paraná en població total i té el principal parc industrial de l'interior de l'estat. La seva població total era 309 909 habitants en 2007. La seva àrea total és 2067 km².
A causa de la seva localització geogràfica, sempre va ser punt de passada de rutes de comerç des del període colonial, quan estava en el camí que connectava les ciutats de Viamão, al sud, i Sorocaba, al nord. Avui és punt de connexió de carreteres i ferrocarrils que uneixen Curitiba i el litoral del Paraná a l'interior.
El poblat inicial va ser fundat en 1822, i elevat a la condició de ciutat en 6 de desembre de 1855.

## Referències

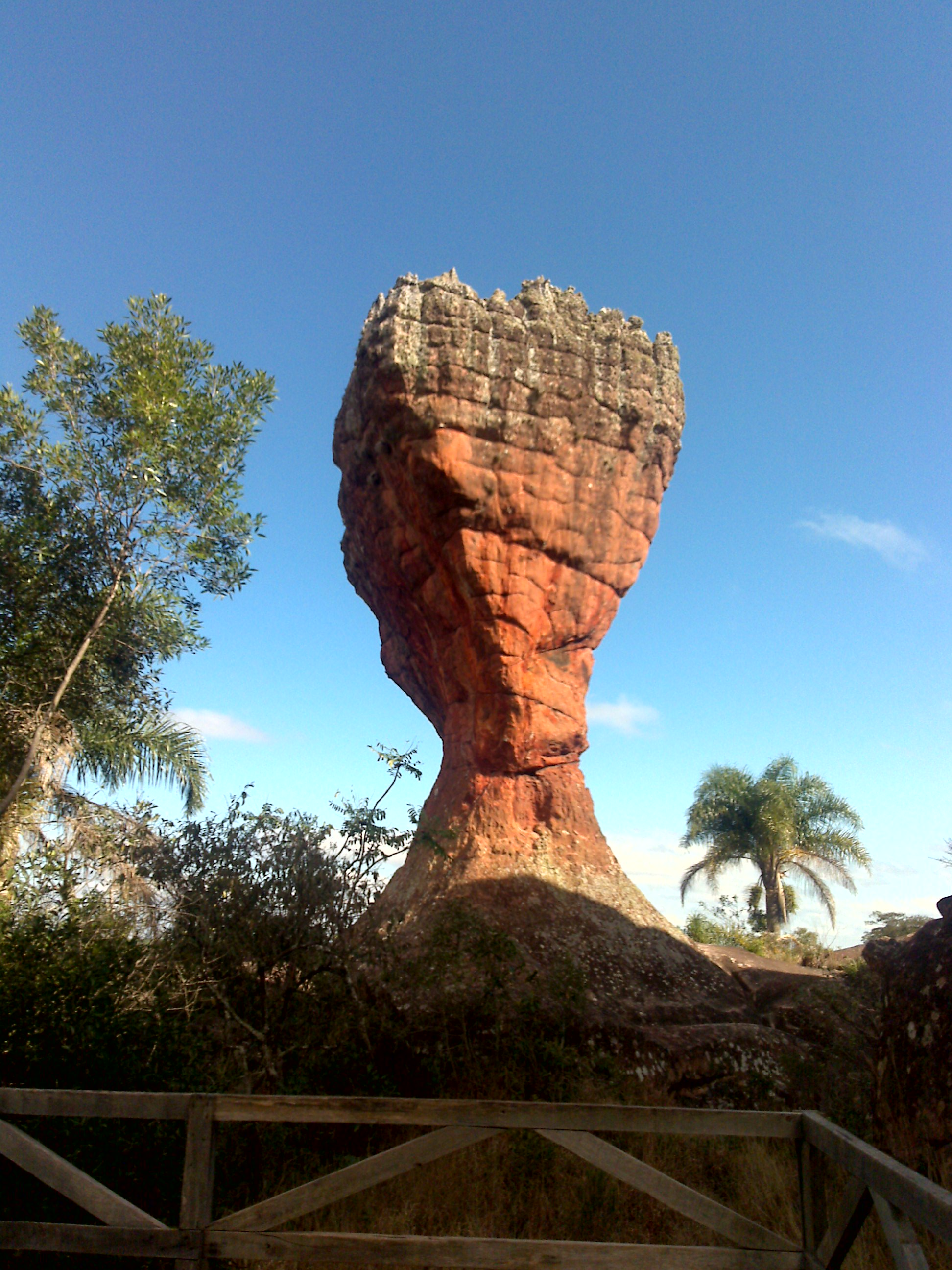
"La Copa", escultura natural al Parc Estatal de Vila Velha.